# Sage the Gemini
Dominic Wynn Woods (n. 20 iunie 1992), mai cunoscut sub numele său de scenă Sage the Gemini, este un rapper, cântăreț, compozitor și producător de discuri american din Fairfield, California. Este membru al trupei HBK. Este cunoscut pentru single-urile sale „Gas Pedal” cu Iamsu !, și „Red Nose”.

## Legături externe
- Sage the Gemini la Internet Movie Database